# Conde de Mirabeau
Honoré Gabriel Riquetti, conde de Mirabeau (9 de marzo de 1749-2 de abril de 1791), fue un revolucionario francés, escritor, diplomático, francmasón, periodista y político, entre otras competencias. Hijo del matrimonio entre Victor Riquetti, tercer marqués de Mirabeau y economista autor de El amigo de los hombres (1756), y Marie-Geneviève de Vassan, baronesa de Pierre-Buffière, su educación fue estricta y severa.
Destacó por su oratoria, especialmente en el Parlamento francés, y fue reconocido por el pueblo como su orador. Figura ya polémica en su tiempo, su paso por la cárcel y los numerosos escándalos que protagonizó no le impidieron ser diputado en el Parlamento y llegar a los Estados Generales como representante del Tercer Estado. Se le conoció por sobrenombres como "el orador del pueblo" y "la antorcha de Provenza" (región francesa en la que fue elegido como diputado por primera vez).

## Primeros escándalos
La difícil relación con su padre determinó su duro ingreso en el ejército. Victor Riquetti no quiso comprarle un cargo a su hijo y, en consecuencia, este se dedicó a acumular deudas. Tras una intriga con la amante de su coronel de regimiento, se fugó a París siendo arrestado y encarcelado en la Isla de Ré. Sería la primera vez que este marqués visitaba la prisión.
Al cabo de poco tiempo, fue liberado y se sumó a la expedición de la isla de Córcega para luchar contra el general corso sublevado Pasquale Paoli. Después de regresar de esta expedición, en el año 1772, contrajo matrimonio con Emilie de Marignane, hija del marqués de Maignani. Emilie no tenía dote, pero esperaba heredar una gran fortuna. Con la ilusión de una gran herencia en mente, Honoré Gabriel empezó a dilapidar una fortuna de la que todavía no disponía, hasta acumular grandes deudas en la provincia de Aix. Fue su padre quien, viendo la escandalosa situación de su hijo, interpuso una demanda de prohibición contra él ante los tribunales. El marqués volvía a la cárcel.
Su liberación llegaría poco tiempo después, pero fue muy restringida: solo podía moverse con libertad por su residencia. Ante esta perspectiva, Honoré Gabriel se fugó y fue a reunirse con su hermana, la marquesa de Cabris. En la localidad de esta, volvió a protagonizar escándalos: se batió en duelo con un notable local y fue perseguido por su padre quien, nuevamente, lo enviará a prisión. Esta vez estuvo preso en un fuerte y pudo beneficiarse de un régimen de confinamiento o libertad limitada gracias a haber obtenido el favor del gobernador. Durante este periodo, frecuentará salones y se enamorará de la marquesa Sophie de Joux de Monnier, joven esposa del presidente de la Corte de Cuentas de Dôle.
En esta época escribirá su Ensayo sobre el despotismo, de cuyo texto importa retener estas líneas:
El despotismo es una manera de ser horrenda y convulsiva. El deber, el interés y el honor ordenan resistir a las órdenes arbitrarias del monarca y arrancarle el poder con cuyo abuso puede destruir la libertad si no existen recursos para salvarla (...). El rey es un asalariado, y el que paga tiene el derecho de despedir al que es pagado.
Aunque la publicación de este ensayo fue anónima, pronto se descubrió quién era su autor y huyó para evitar nuevamente la cárcel. Durante este tiempo persiguió a la marquesa de Monnier, quien había vuelto a Dijon junto con su familia para protegerse del marido al que había dejado por el marqués de Mirabeau.

## Fugas y vuelta a Francia
Ante el descubrimiento de la autoría del ensayo, Honoré Gabriel huyó con su hermana a Suiza y residió en Ginebra y posteriormente en Thonon. Después de muchas peripecias, regresaron a Francia y se refugiaron en Lyon y, más tarde, en Lorgues. Sin embargo, el marqués quería ver a Sophie de Monnier y volvió a cruzar la frontera para reencontrarse con ella en Ámsterdam, donde los miembros de la logia "La Bien-Amada" lo hospedaron.

## Nuevas disputas con su padre
Toda esta serie de fugas desencadenó una violenta polémica con su padre, quien decidió perseguirlo y condenarlo a decapitación por la Corte de Justicia de Pontarlier. Además tuvo que pagar una multa de 40.000 libras por el "rapto" al marqués de Monnier. Por su lado, la joven Sophie de Ruffey fue condenada a reclusión de por vida en un correccional y se anuló su contrato matrimonial. Honoré Gabriel consiguió escapar de la decapitación gracias a la extradición, lo cual le supuso un nuevo internamiento. Desde la prisión escribió varias denuncias contra las prácticas judiciales de la monarquía francesa. 
En 1778, su único hijo legítimo habido, Victor-Gabriel-Emmanuel, falleció. Poco tiempo después moriría también la hija que tuvo con Sophie de Ruffey, Gabrielle-Sophie. En 1780 recobró su libertad mediante carta sellada del rey a cambio de permanecer bajo vigilancia paterna. En 1782, obtuvo la anulación de la última de las acusaciones y un año después empezó el litigio contra su mujer por abandono conyugal para así recibir parte de la gran herencia que esta había heredado finalmente. Fue precisamente durante este litigio cuando su nombre alcanzó la popularidad en los tribunales gracias a su elocuencia. 
Después de perder el juicio contra su mujer, se fue a vivir a Suiza y, posteriormente, a Inglaterra. En ambos países continuará su obra y, además, publicará panfletos contra los nobles que se beneficiaban de la Compañía de las Indias y la Compañía de las Aguas.

## Diplomacia y espionaje
En 1785 partió hacia Prusia encargado de una misión especial para un ministro francés que pretendía operar un reacercamiento franco-prusiano a instancias del rey Luis XVI. El rey prusiano, Federico II rechazó la proposición que hacía llegar desde el ministerio. Sin embargo, a la muerte de este, Honoré Gabriel ofreció sus servicios al sucesor y sobrino de aquel, el rey Federico Guillermo II, y en una carta abierta le propuso reformas políticas del orden del liberalismo, la gratuidad de la justicia y el derecho al empleo y a la educación. Despechado por la falta de interés del monarca, se vengó publicando una Historia secreta de la corte de Berlín, sátira del despotismo ilustrado. A esta publicación le siguió La educación de Laura, libro que podría parecer a primera vista la sencilla carta que una amiga le escribe a otra, pero que encierra un voluptuoso relato sobre la iniciación sensual y sexual. Nietzsche alabaría posteriormente el libro argumentado que este trataba acerca de todo aquello que les estaba prohibido hablar y sentir a las mujeres nobles en la época del marqués de Mirabeau. 
Escribió una memoria sobre Moses Mendelssohn y sobre la reforma política de los Judíos, e hizo gestiones participar en la Asamblea de los Notables, celebrada en 1788, en la que su candidatura fue rechazada.
A partir de 1789, hizo campaña contra los privilegios en Provenza, convirtiéndose en un personaje muy popular entre los pobres. Fundó El Correo de Provenza y se unió a la Sociedad de Amigos de los Negros, publicando varios escritos que denunciaban las injusticias ligadas a los privilegios. Posteriormente, fue elegido diputado del Tercer Estado, tanto por Marsella como por Aix, y optó por esta última. En París, intentó sin éxito llegar a un entendimiento con otros diputados. Finalmente, 17 de agosto, presentó un proyecto de Declaración de los Derechos del Hombre y del Ciudadano y, el 19 de septiembre, hizo votar la "contribución patriótica", apoyando la nacionalización de los bienes del clero o desamortización.
Su capacidad de oratoria, el respaldo de las clases populares y sus actuaciones políticas, le empujaron a presentarse a Candidato de los Estados Generales en 1789. No fue elegido por sus pares, pero el Tercer Estado de Aix-en-Provence sí votó a favor de Honoré Gabriel y él consiguió su silla en los Estados Generales. Allí, su reivindicación de la nación provenzal y sus Cartas del Marqués de Mirabeau (1789) le colocaron en el centro de la política francesa. Su brillante oratoria y su trabajo en defensa del Tercer Estado acabaron por convertirle en presidente de la Asamblea Nacional Constituyente desde la que intervendría en cuestiones políticas fundamentales como la Declaración de los Derechos del Hombre y del Ciudadano, el Veto Real, la Ley sobre la Declaración de Guerra y la Constitución Civil del Clero.

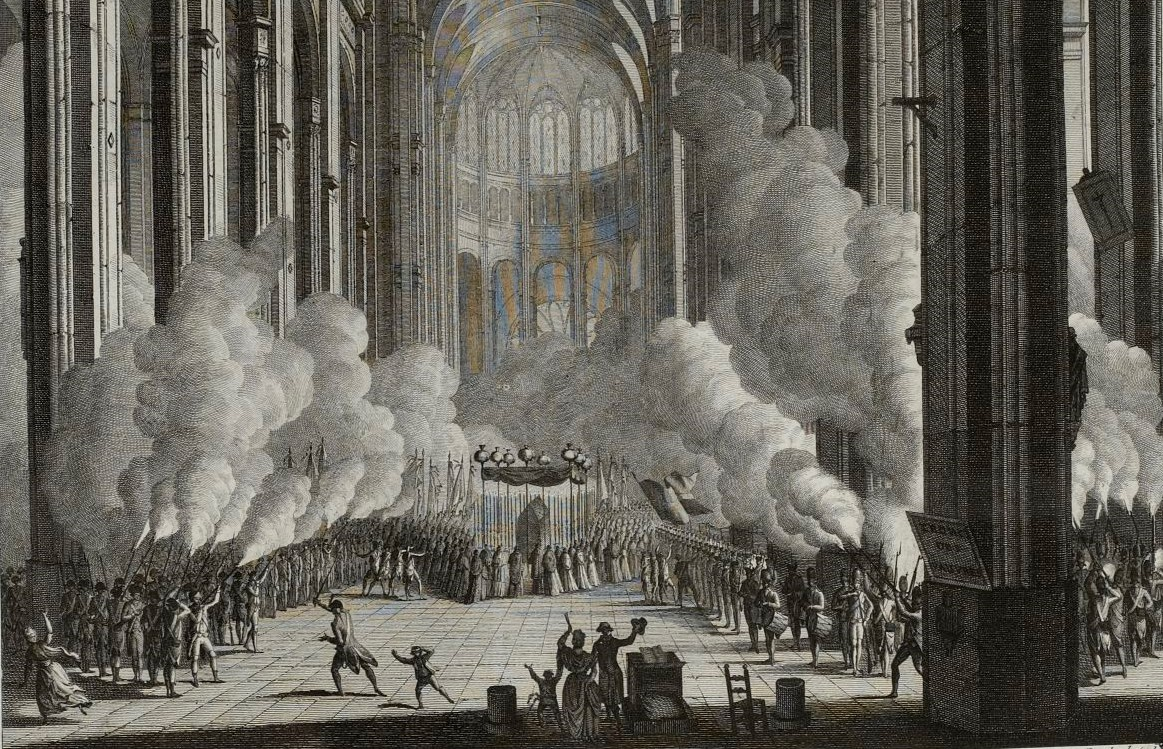
Funerales de Mirabeau, el 4 de abril de 1791 en la iglesia de San Eustaquio, (Museo de la Revolución francesa).

Partidario de una monarquía constitucional fuerte y de peso, donde el poder del rey pudiera contrarrestar el de la Asamblea, defendió las prerrogativas reales, entre las cuales el derecho de "veto". En octubre de 1789 entregó al rey una memoria en la que le aconsejaba partir para Rouen. Deseoso de acceder a una cartera ministerial, la Asamblea votó contra él, el 7 de noviembre, un decreto que prohibía la acumulación de los mandatos de diputado y de ministro en la misma persona. A partir de entonces, se mostró partidario de medidas extremistas y sometió al rey un ambicioso plan de corrupción y de propaganda, destinado a crear una violenta agitación social. El rey abandonaría entonces París, disolvería la Asamblea y haría un llamamiento a la Nación, llegando incluso a aplastar la capital mediante un bloqueo y la hambruna. Mientras tanto, de cara a la galería, el marqués de Mirabeau mantenía sus discursos liberales ante la Asamblea.
Aún combatiendo el absolutismo, Mirabeau era sin embargo un defensor de un poder monárquico constitucional inspirado en el modelo británico. No pudiendo acceder a las carteras ministeriales, se convirtió en el consejero secreto de Luis XVI a partir de mayo de 1790. Pese a sus exhortaciones, jamás fue escuchado y su doble juego fue prontamente denunciado. Pese a todo, su popularidad era aún inmensa cuando le sobrevino prematuramente la muerte el 2 de abril de 1791, sentida esta como un luto nacional. 
Su cuerpo fue pomposamente sepultado en el Panteón, en una de las ceremonias primeras de la exposición de cadáveres en la Revolución. Fue retirado de allí, en 1793, cuando se descubrieron los papeles del armario de hierro de Luis XVI, que probaban su familiaridad con los reyes y su percepción de una pensión de manos del soberano.

## Obras
En el curso de sus peregrinaciones por las cárceles, escribió obras libertinas, como la reconocida La educación de Laura (1786), y una serie de panfletos contra la economía del Estado y algunos estudios históricos como Ensayo sobre el Despotismo (Essai sur le despotisme, 1775), Cartas Selladas y Cárceles de Estado (1782); así como otros textos sobre los judíos (Moses Mendelssohn y sobre la reforma política de los Judíos), que logrará eco político en la Revolución, así como sobre la organización de la producción de sal. Aparte de sus Discursos, donde brilla como el mejor orador de la época revolucionaria, es importante su caudalosa correspondencia con su amante Marie Thérèse Sophie Richard de Ruffey

### Otras
- Histoire sécrète de la cour de Berlín (1786–1787)
- De la monarchie prussienne sous Frédéric le Grand (1788) (en línea  vol. 1/1 (enlace roto disponible en Internet Archive; véase el historial, la primera versión y la última)., vol. 1/2 (enlace roto disponible en Internet Archive; véase el historial, la primera versión y la última).)
- Lettres de Sophie
- Lettres de cachet
- Le rideau levé (1786)
- Histoire secrète de la cour de Berlín (1787)
- Dénonciation de l'agiotage (1787)
- Hic-et-Haec (1798)

## En el cine
| Año  | Película                   | Director                          | Actor         |
| ---- | -------------------------- | --------------------------------- | ------------- |
| 1989 | Historia de una revolución | Roberto Enrico Richard T. Heffron | Peter Ustinov |

### Diccionarios y enciclopedias
- Dorigny, Marcel (2005). «MIRABEAU Gabriel Honoré Riqueti, comte de, dit Mirabeau l'Aîné».  En Soboul, Albert, ed. Dictionnaire historique de la Révolution française. Quadrige dicos poche (en francés). Paris: PUF. pp. 749-751. ISBN 978-2-13-053605-5.
- Tulard, Jean; Fayard, Jean-François; Fierro, Alfred (1989). «Mirabeau (Honoré Gabriel Riquetti, comte de)». Historia y diccionario de la revolución francesa. Madrid: Cátedra. ISBN 9788437608464.

## Literatura
- Ursula M. Disch, Der Redner Mirabeau. Eine publizistische Studie, Hamburg/Berlín (TD) 1965
- Ursula M. Disch, "Der Redner Mirabeau". En: Publizistik, 11 (1966) pp. 57-98
- Horst Heintze, Beredsamkeit und Rhetorik in der französischen Revolution. En: Horst Heintze / Erwin Silzer (eds.), Im Dienste der Sprache. Festschrift für Victor Klemperer zum 75. 9 de octubre de 1956, Halle (Saale) 1958, pp. 276–297
- Aurelio Principato, Mirabeau orator comme exemple privilégié dans la formation de l’idée romantique d’éloquence. En: Rhetorik, 12 (1993): 40–49
- Karl von Schumacher, Mirabeau, Aristokrat und Volkstribun, Scherz & Goverts, Stuttgart 1954.
- José Ortega y Gasset. "Mirabeau o El Político". En Obras Completas, Vol. III, Ed. Revista de Occidente, Madrid. También en Obras Completas, Vol. IV, Fundación José Ortega y Gasset/ Ed. Taurus, Madrid, 2005.
- Antoine de Baecque, La Gloire et l'effroi. Sept morts sous la Terreur, Grasset, 1997